# Magda Kamińska
Magda Kamińska (* 18. September 1986 in Bogatynia) ist eine polnische Squashspielerin.

## Karriere
Magda Kamińska spielte nur vereinzelt auf der PSA World Tour und erreichte ihre höchste Platzierung in der Weltrangliste mit Rang 136 im Januar 2014. Mit der polnischen Nationalmannschaft nahm sie 2011 zum ersten Mal an den Europameisterschaften teil und war seitdem mehrfach Mitglied des polnischen Kaders. Im Einzel schied sie 2011 noch in der Qualifikation aus, ehe sie 2014, 2015 und 2016 direkt im Hauptfeld stand. Sie kam dabei aber nie über die erste Runde hinaus. Für Polen trat sie außerdem 2017 bei den World Games an, wo sie ebenfalls in der ersten Runde ausschied. Von 2014 bis 2016 wurde sie dreimal in Folge sowie nochmals 2018 polnische Meisterin.

## Erfolge
- Polnische Meisterin: 4 Titel (2014–2016, 2018)